# Terrassenhaus

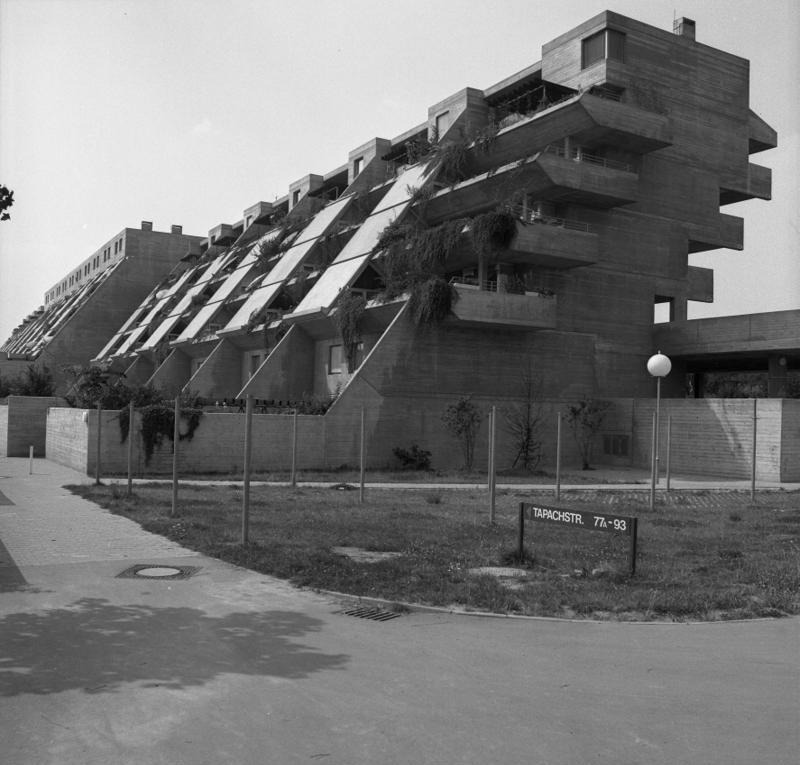
Terrassenhaus-Wohnanlage Tapachstrasse, Stuttgart (1969–1971)

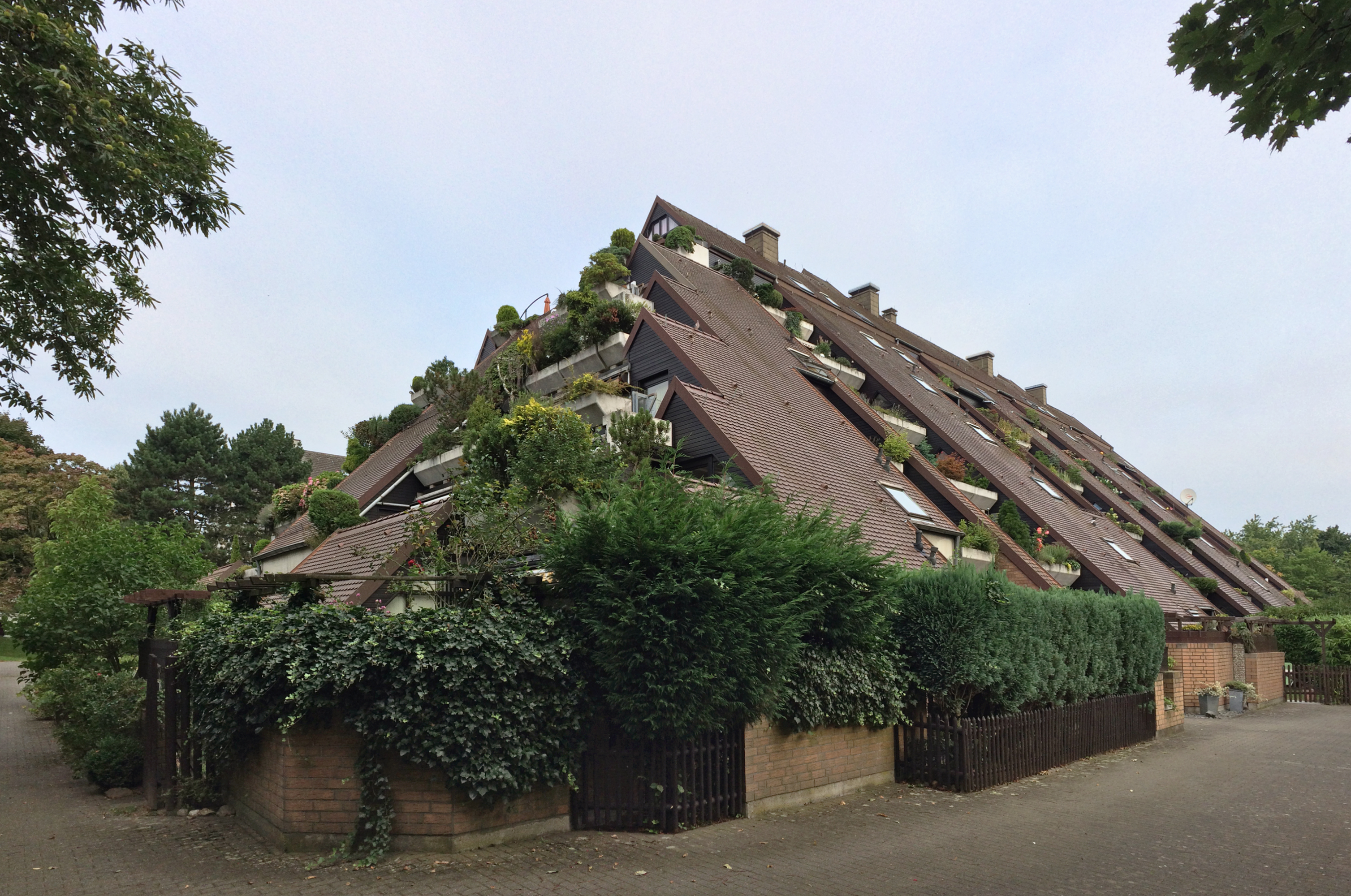
Hügelhaus Marl (1963–1971)

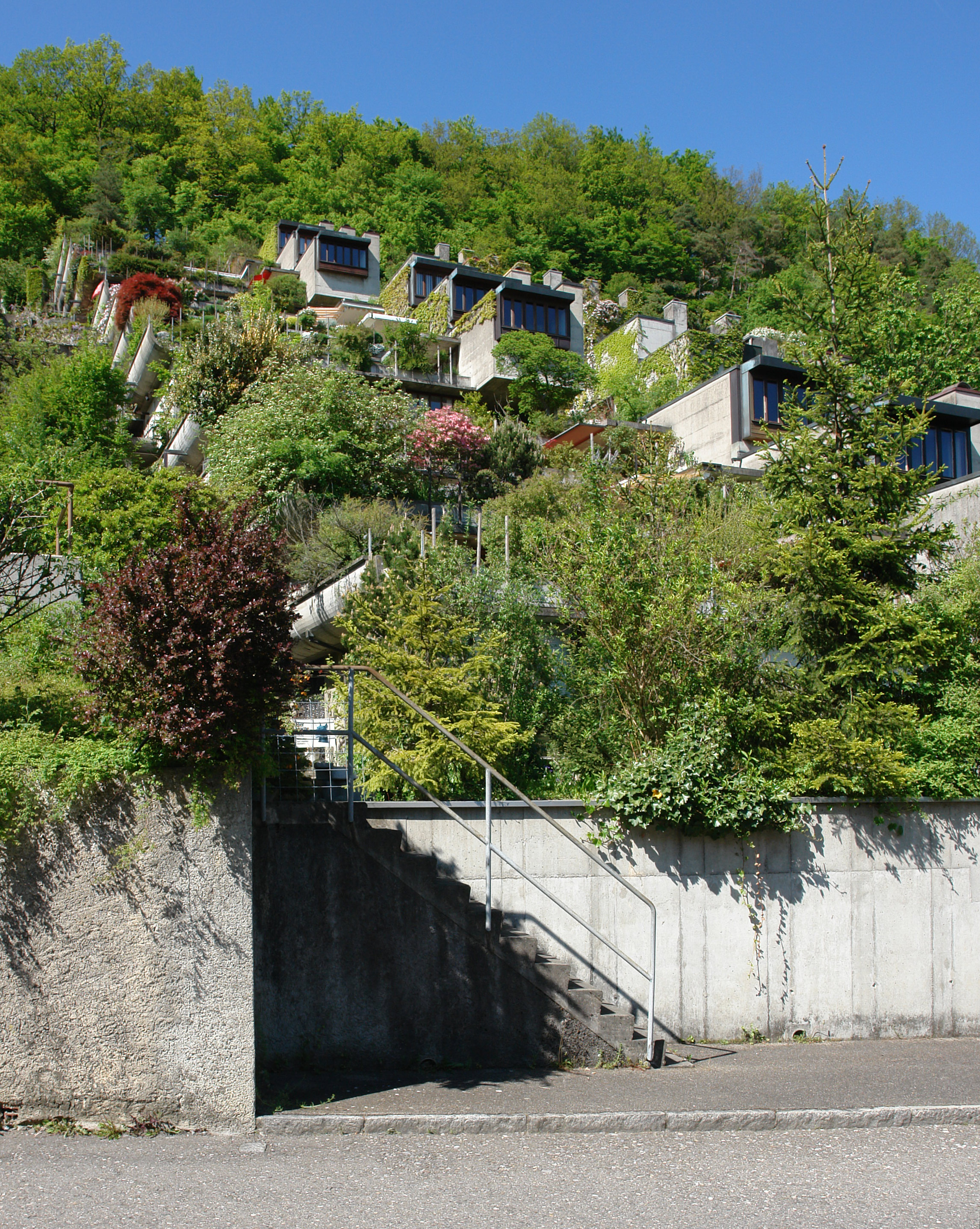
Terrassensiedlung Mühlehalde (1963–1971)

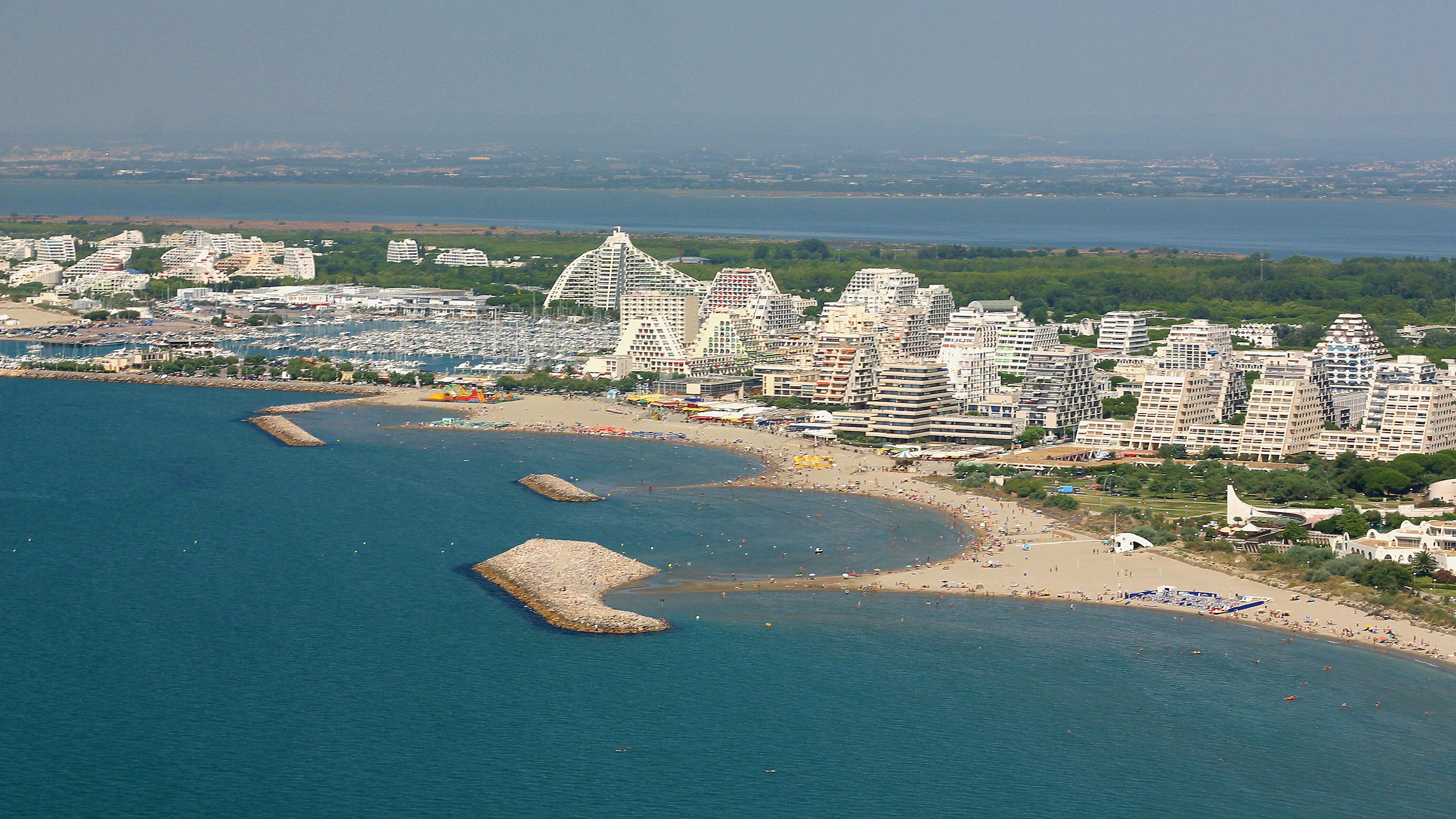
La Grande-Motte (ab 1968)

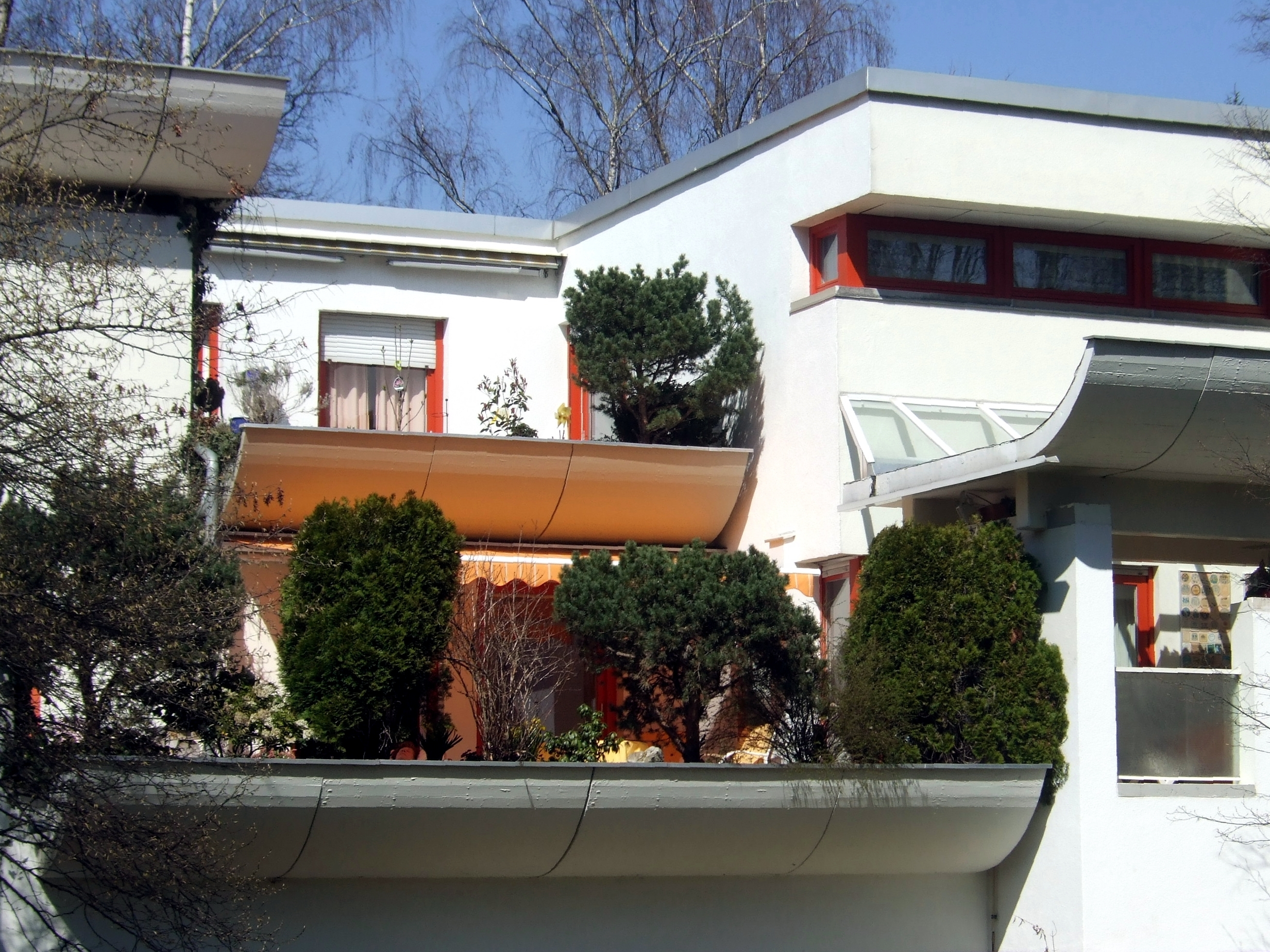
Terrassenwohnanlage Ottobrunn (1969–1970)

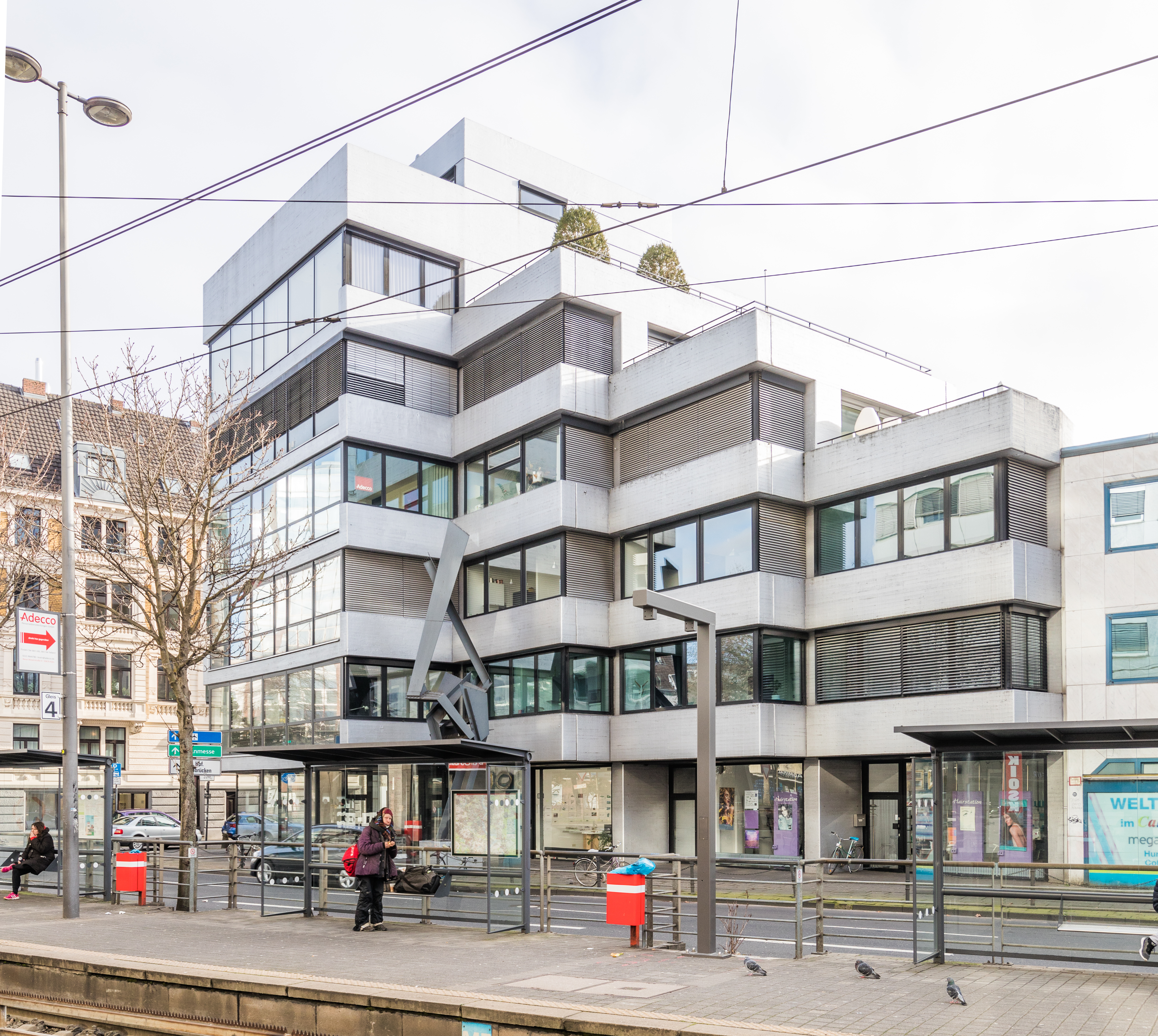
Wohn- und Geschäftshaus Dr. Stoffel (1970)

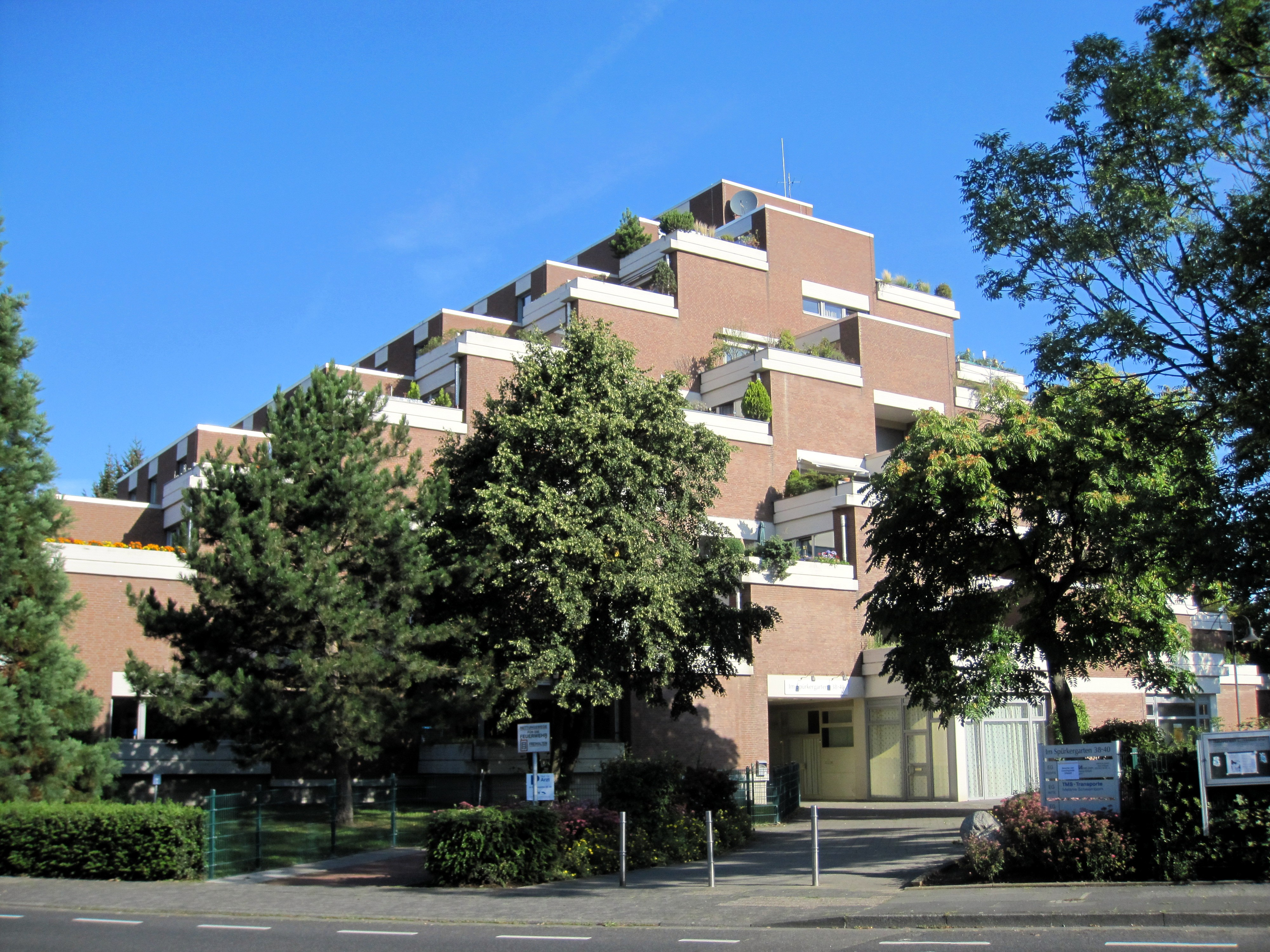
Hügelhaus Erftstadt (1972–1975)

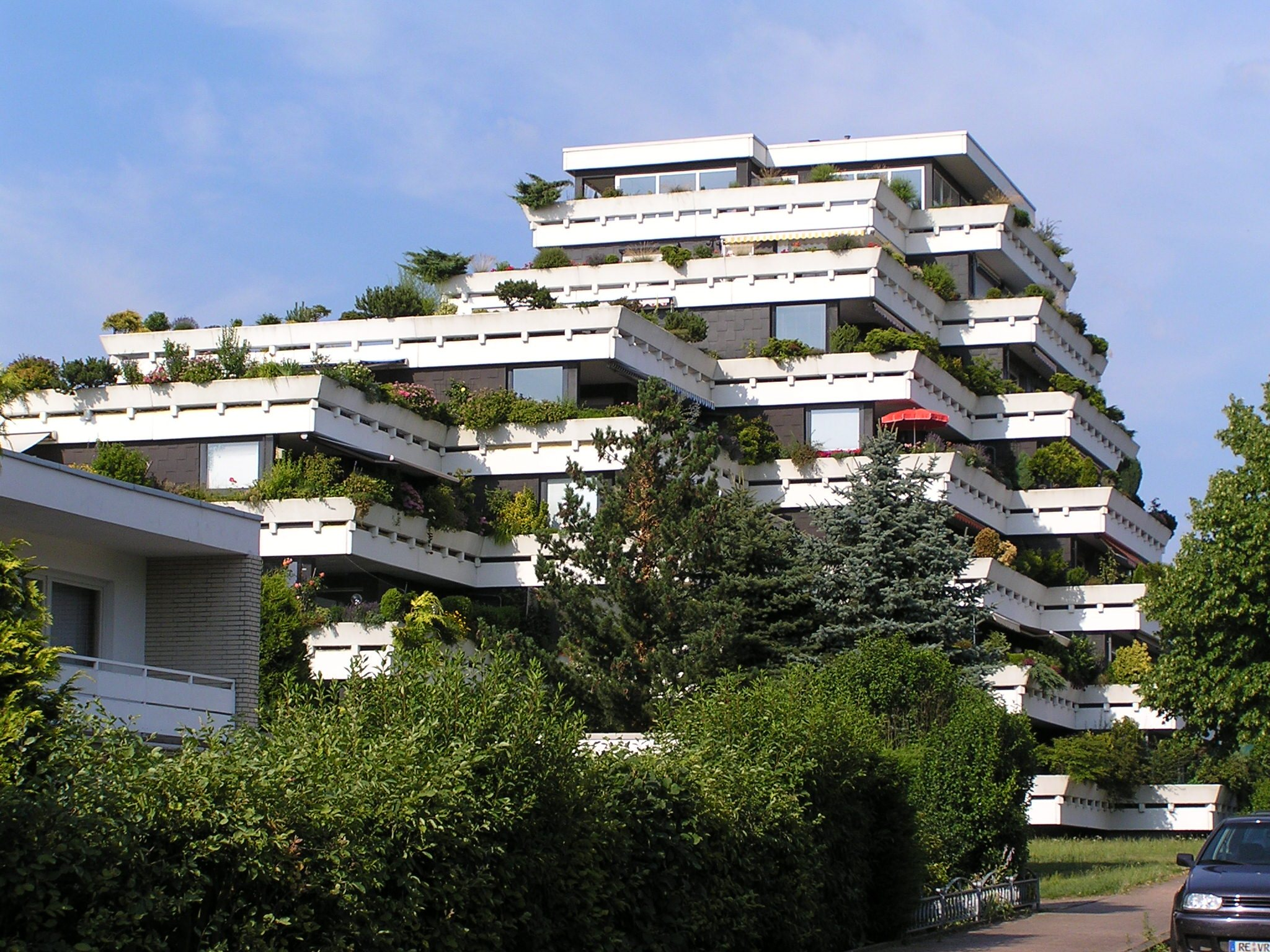
Terrassenhaus Schermbeck (1972)

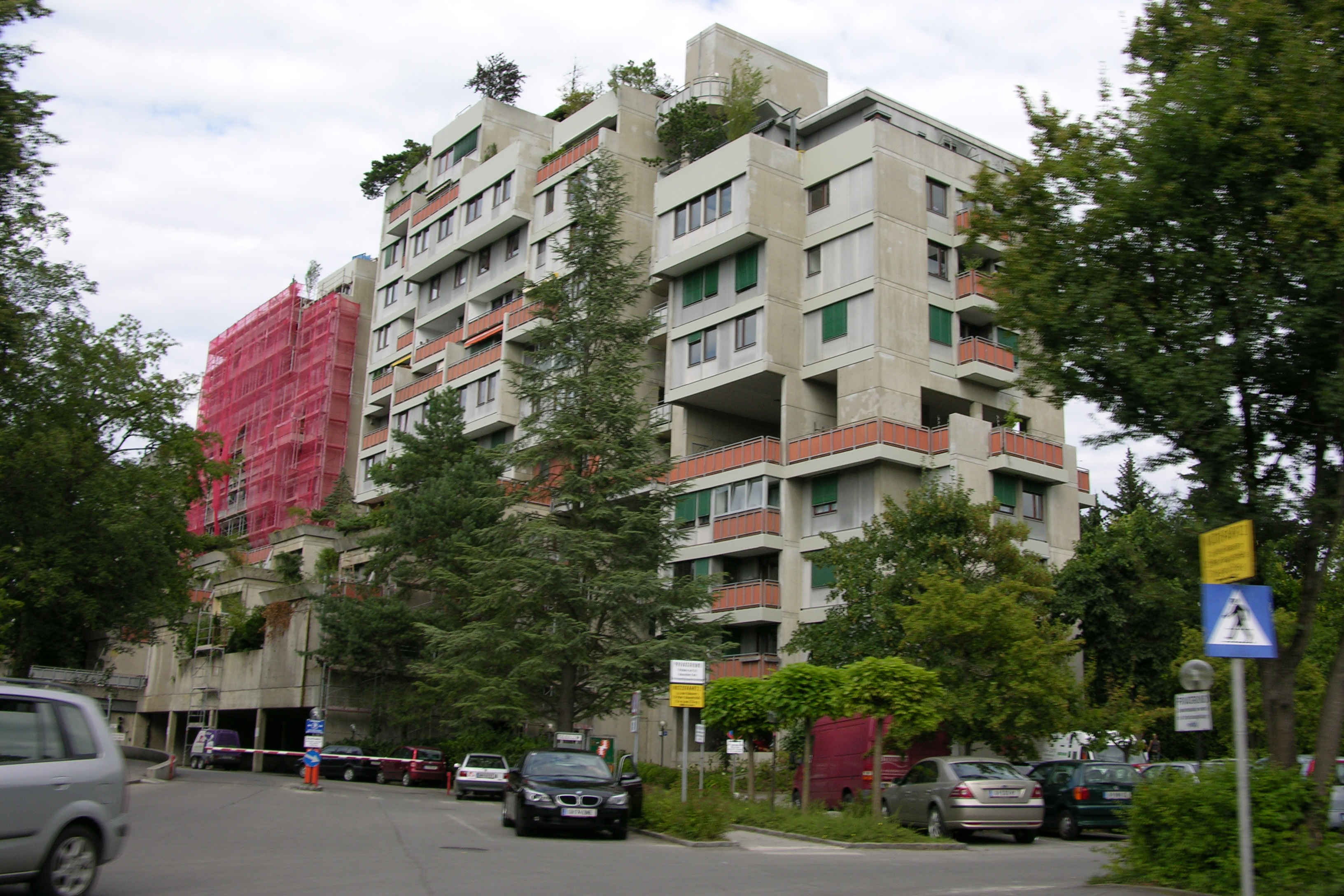
Terrassenhaus St. Peter (1972–1978)

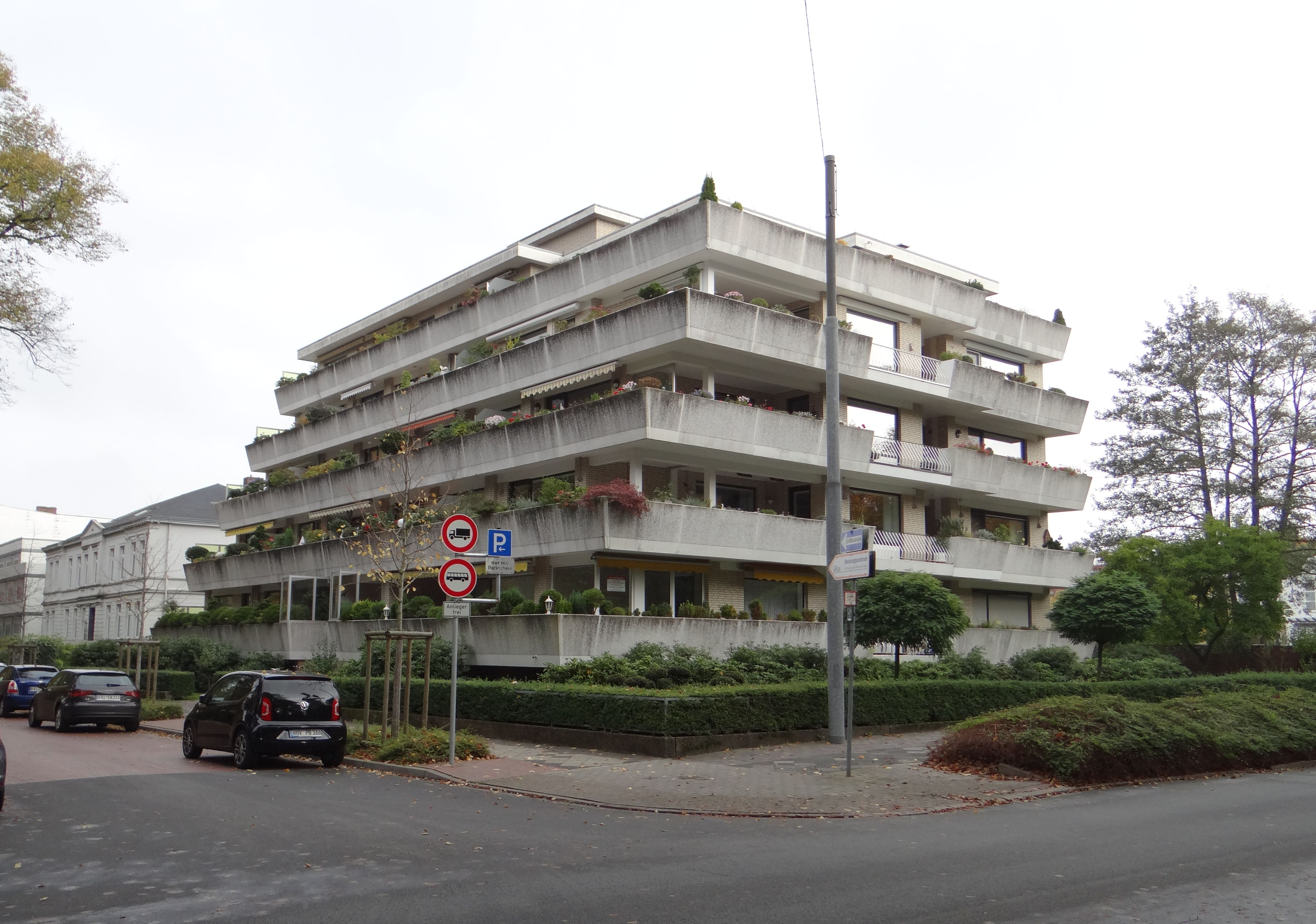
Terrassenhaus Wilhelmshaven (1972)

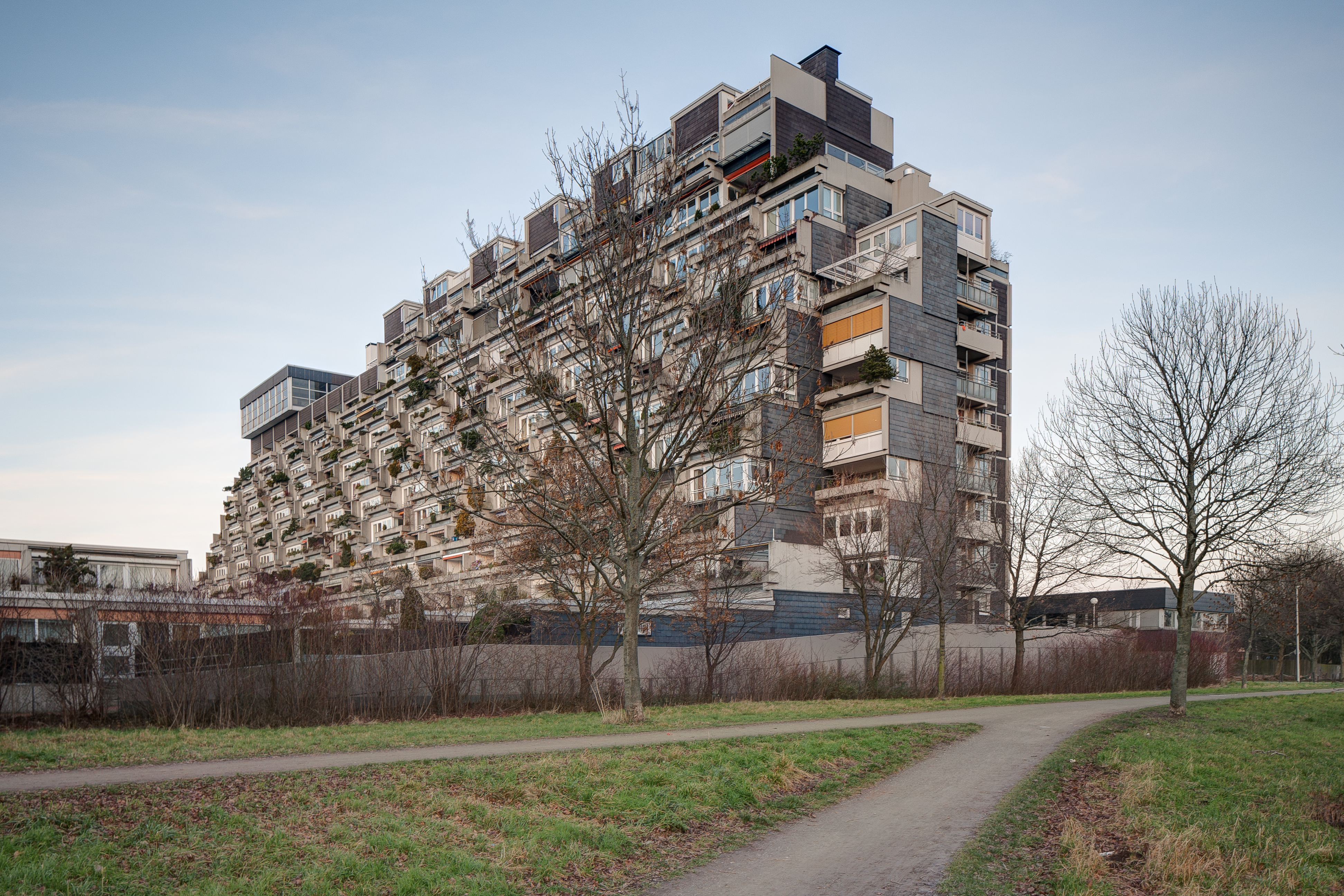
Terrassenhochhaus Davenstedt (1971–1973)

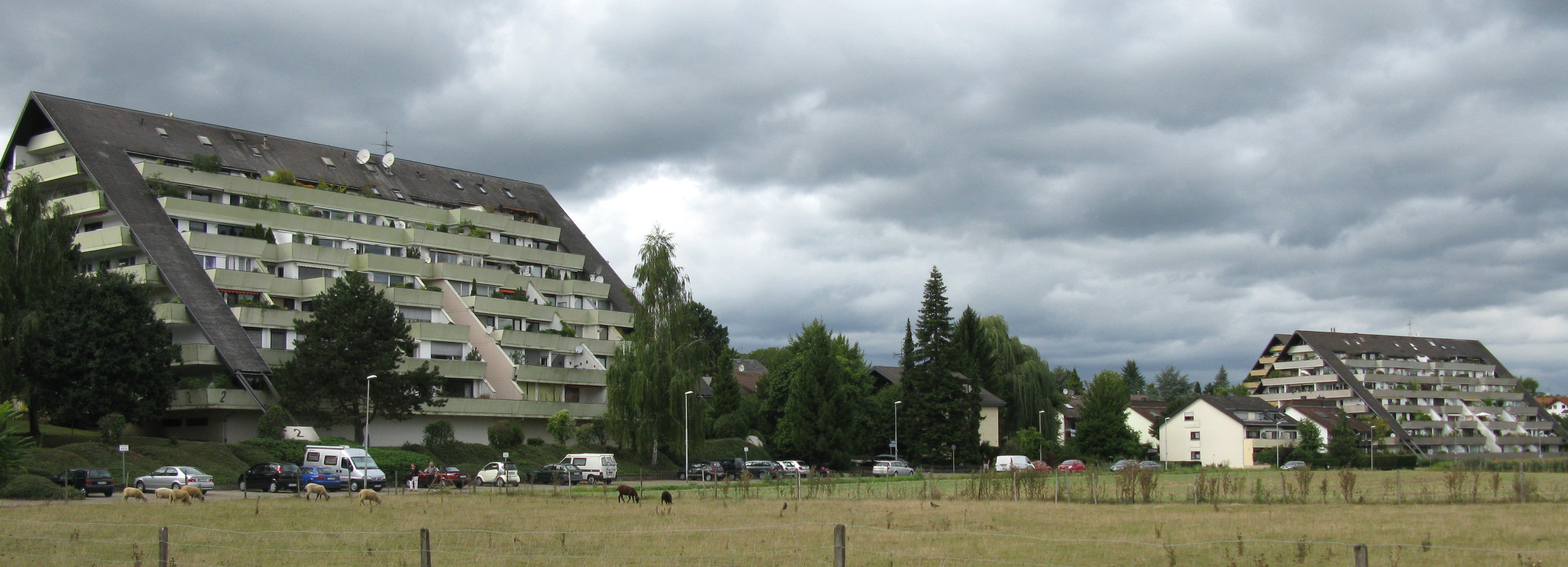
Terrassenhäuser in Freiburg-Tiengen (1973)

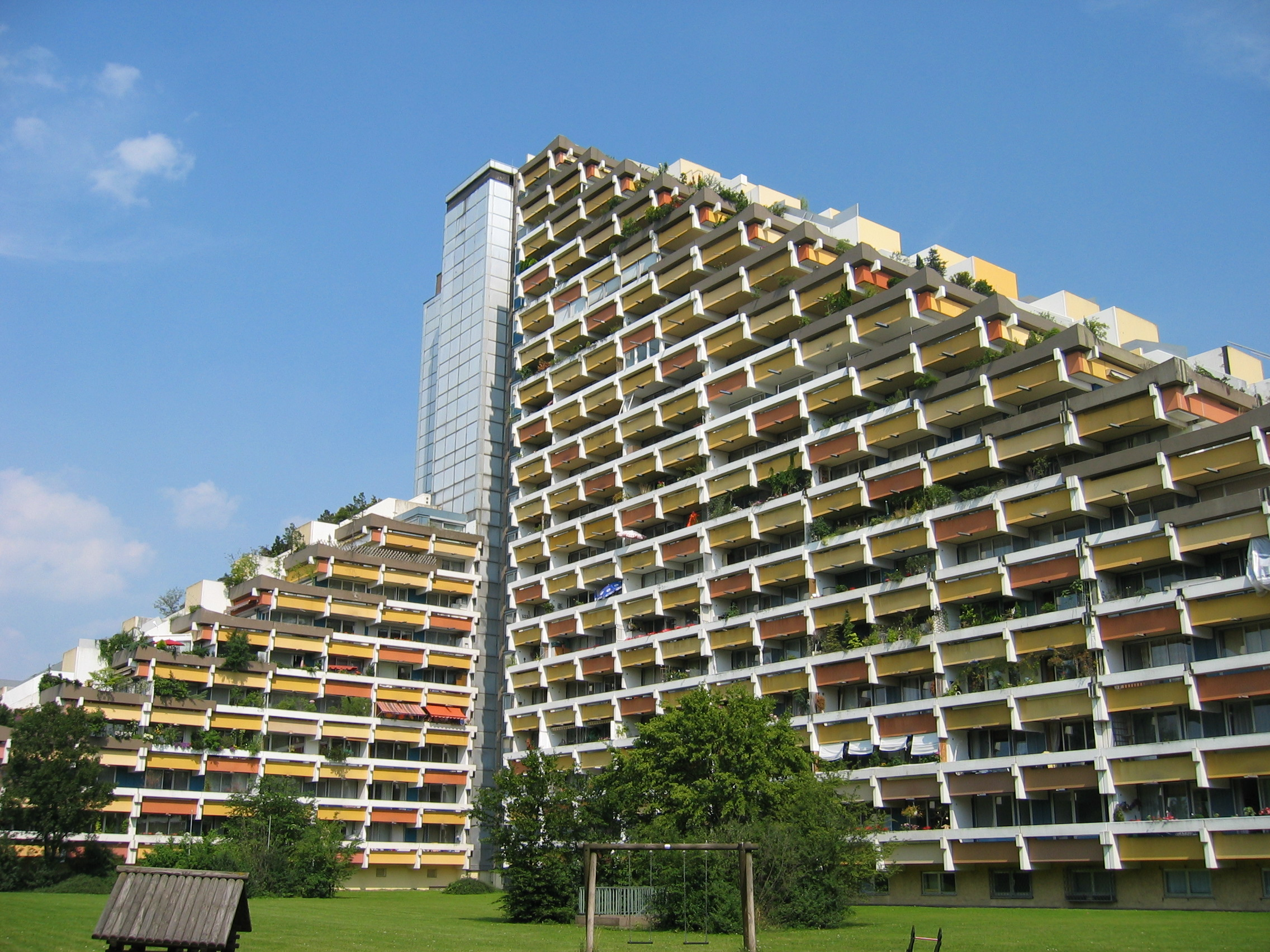
Pharao-Haus (1974)

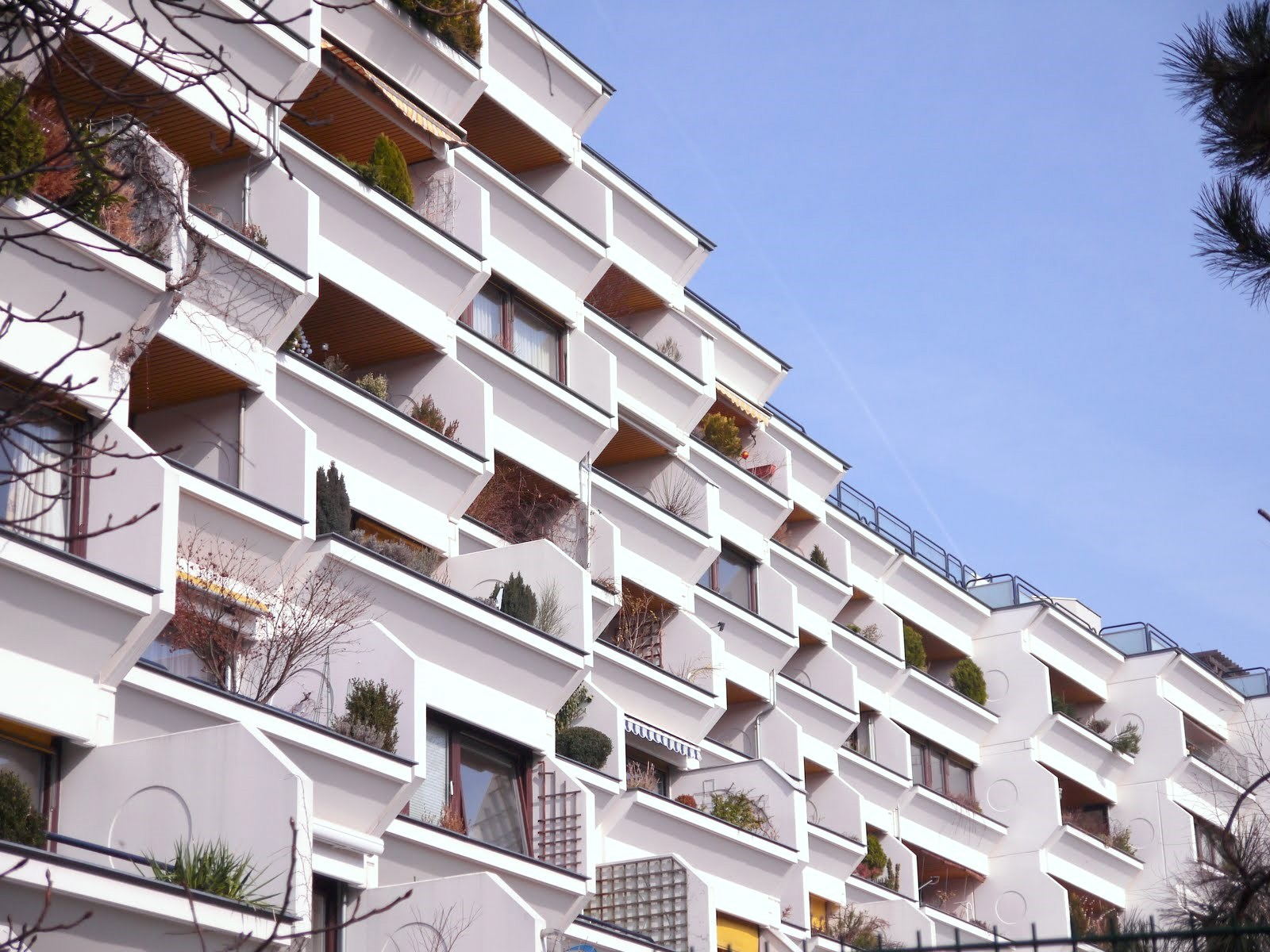
Terrassenhäuser in Wien (1978)

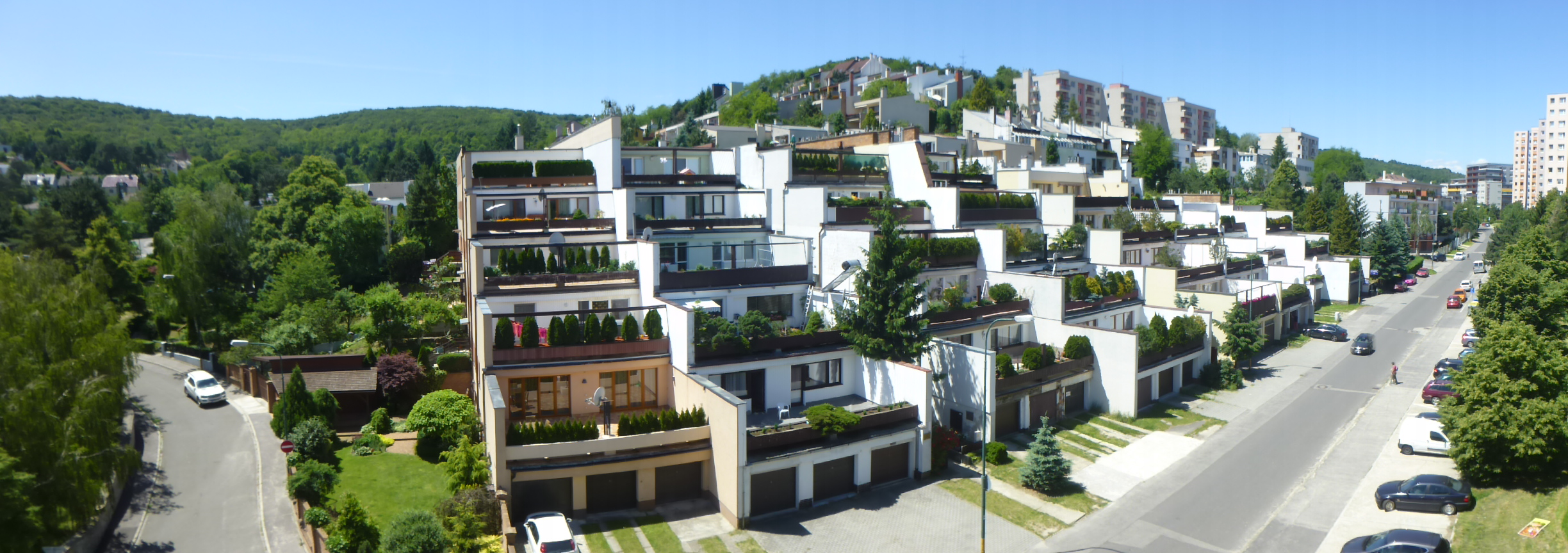
Terrassenhäuser in Bratislava (vor 2014)

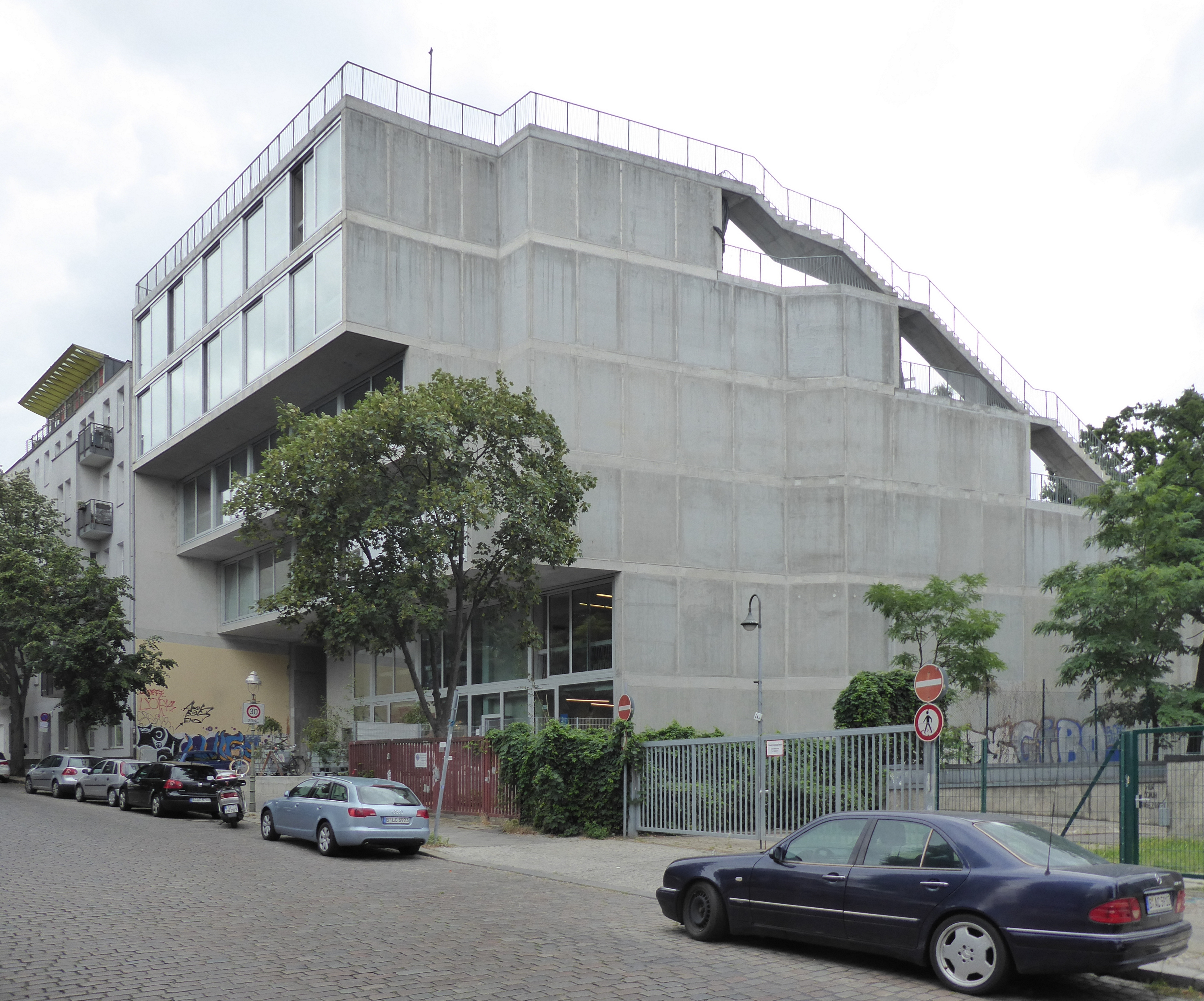
Lobe Block Berlin (2019)

Ein Terrassenhaus ist ein Wohngebäude, dessen Geschosse stufenförmig zurückversetzt sind, so dass jedes Stockwerk eine Dachterrasse hat.

## Bauformen
Zielsetzung der Terrassenhäuser des 20. Jahrhunderts war eine Bebauung von hoher Dichte bei gleichzeitiger Sicherung von Wohnqualität und Privatsphäre; der Antagonismus von Mietshaus und Einfamilienhaus sollte überbrückt werden.
Man unterscheidet zwischen hangfolgenden und hangbildenden Terrassenhäusern; erstere eignen sich vor allem in Südhanglagen, letztere, insbesondere deren Großformen, werden auch als Hügelhaus bezeichnet.
Man findet lineare, versetzte und unterbrochene Reihungen der Wohneinheiten, letztere haben oft Außentreppen und individuelle Eingänge. Terrassenhäuser auf der Ebene werden in verjüngte bzw. verschobene Tribünen mit rückwärtiger Erschließung, sowie echte mehrseitige Hügelbauten mit mittiger Erschließung differenziert. Die Gebäudegrößen variieren von kleineren, zwei- bis dreigeschossigen Eigentumsobjekten bis hin zu Großwohnanlagen.
Die stets vorhandene Wohnterrasse wird als ein „intensiv nutzbarer Wohnbereich unter freiem Himmel mit den Qualitäten eines privaten Raumes“ aufgefasst. Sie ist vielfach mit typischen großen Pflanzcontainern ausgestattet.
Bevorzugte Baumaterialien waren Beton und Kalksandstein, oft verbunden mit regionaltypischer Gestaltung wie Klinkerverblendern in Norddeutschland oder Schieferschindeln im Bergischen Land.

## Geschichtliche Entwicklung
Terrassenhäuser kamen in der historischen Architektur meist bei Hanglage schon im Vorderen Orient, in Mesopotamien und in Indien vor. Zu erwähnen sind auch die Hängenden Gärten der Semiramis. Die Pueblosiedlungen der altamerikanischen Kultur waren ebenfalls terrassenförmig ähnlich ausgebildet.
Seit 1908 beschäftigte sich Henri Sauvage mit maisons à gradins; es gelang ihm, zwei typusbildende Entwürfe in Paris zu realisieren. Bei einem von diesen wurde die Kernzone als Schwimmbad genutzt. Im Gegensatz zu späteren Konzepten respektierte Sauvage den Blockrand. Ein frühes Terrassenhaus im deutschsprachigen Raum ist das Haus Scheu in Wien, errichtet 1912–1913 nach Plänen von Adolf Loos.
Von ihm stammt auch 1923 ein Entwurf für terrassierte Arbeiterhäuser in Wien, bei dem die Terrassen als erhöhte Quartierstraßen für die Gemeinschaft inszeniert wurden. 1933 projektierte Le Corbusier ein einhüftiges Terrassenhaus für Algier, das ebenfalls nicht realisiert wurde.

Terrassenhäuser der frühen Moderne
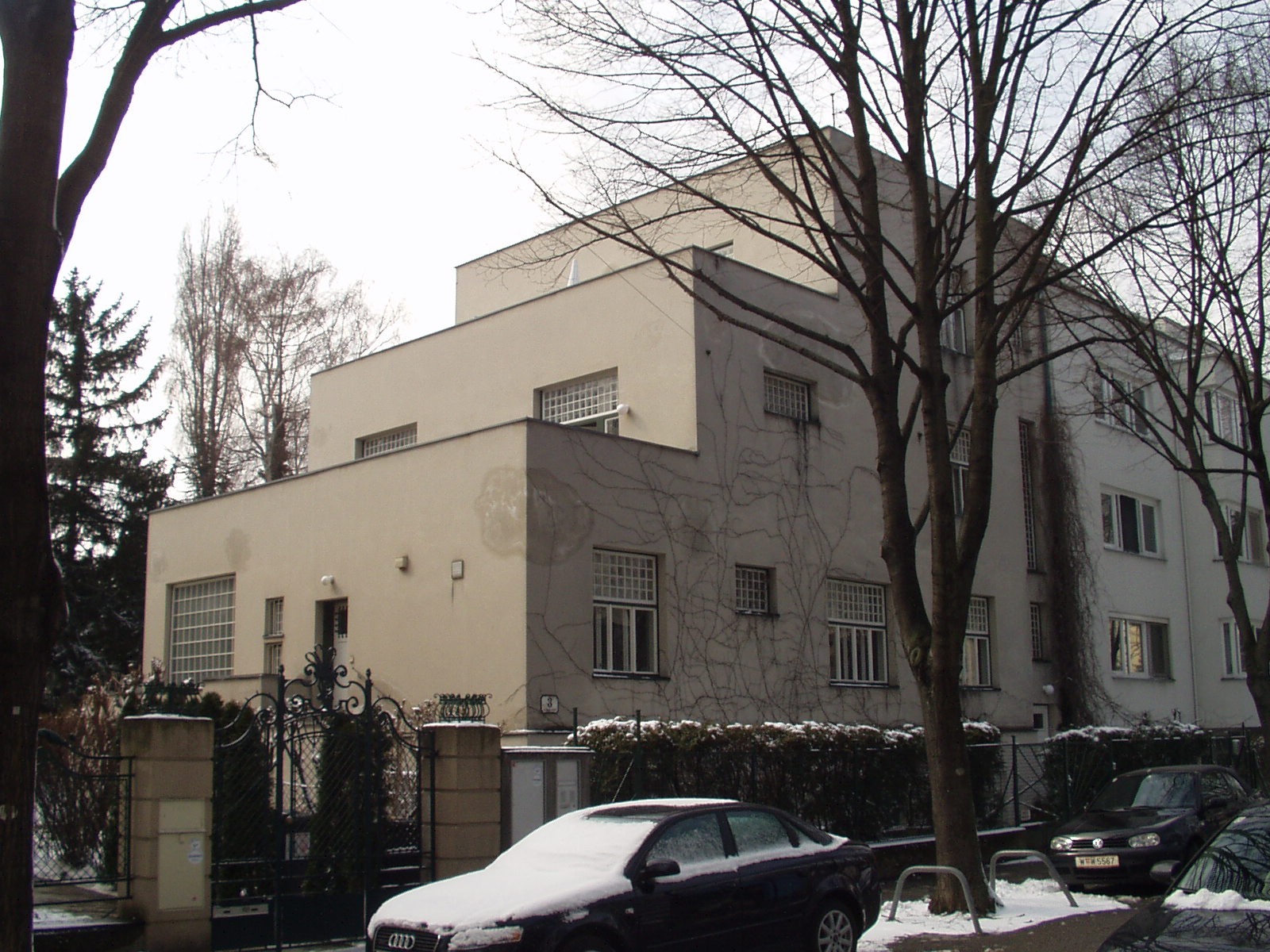
Wien, Haus Scheu (1912–1913)
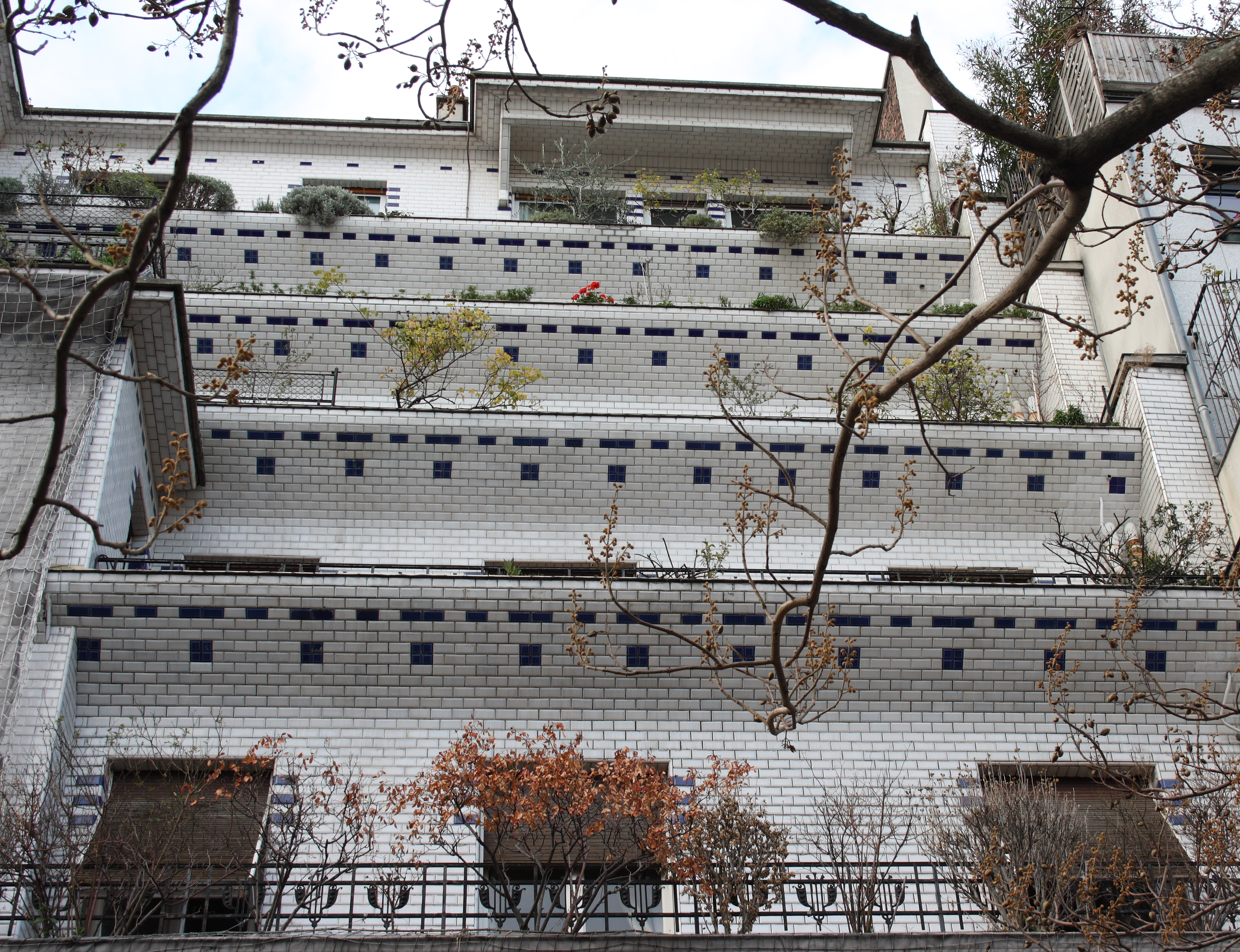
Paris 6°, Rue Vavin (1913)
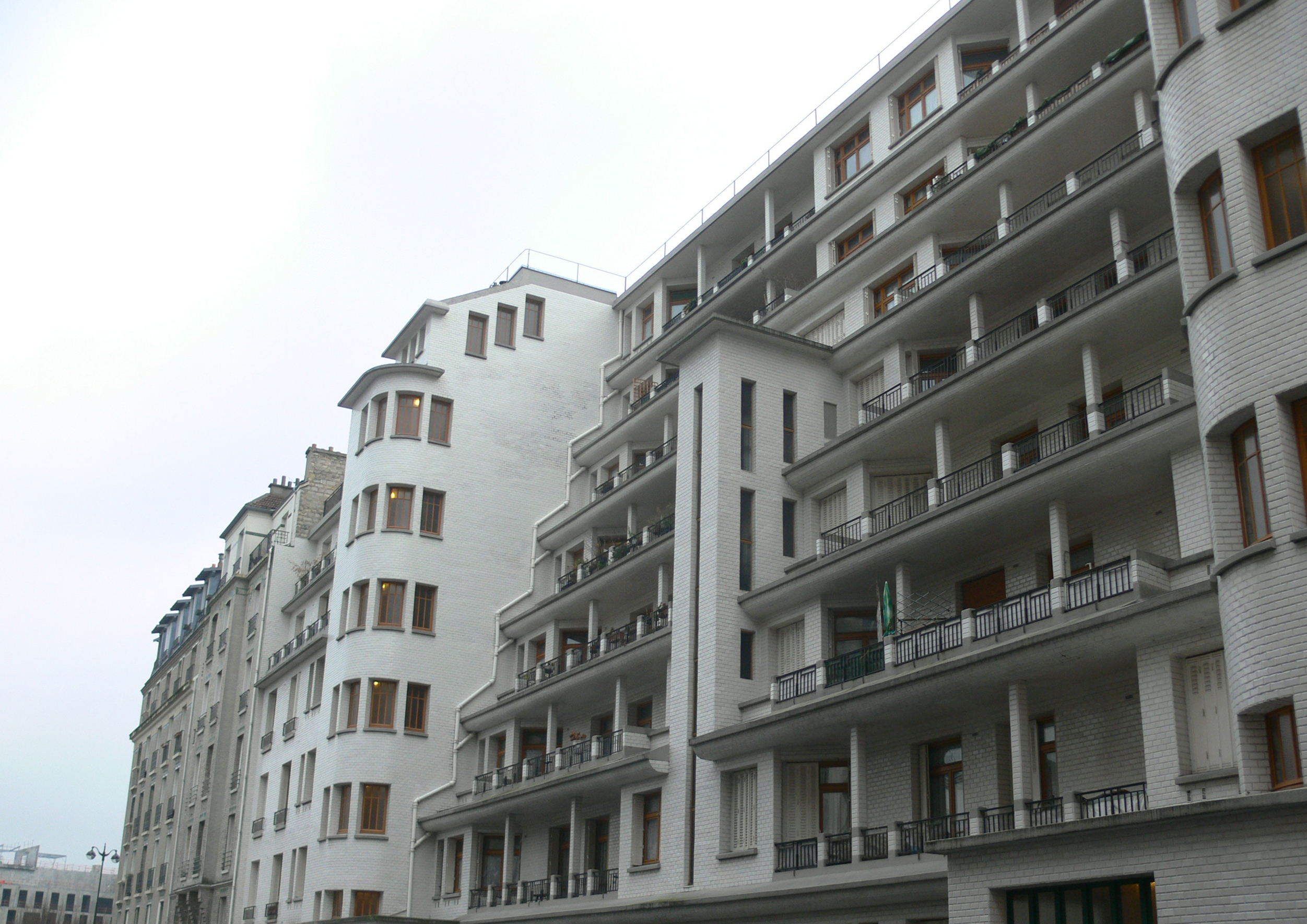
Paris 18°, Rue des Amiraux: Mietshaus mit Schwimmbad (1916–1927)

### Experimentelle Bauweisen
Terrassenhäuser sind auch eine experimentelle Sonderbauform des Mehrfamilienhauses. Mitte der 1950er Jahre konzipierte der schweizerische Modulbaupionier Fritz Stucky ein innovatives Bebauungssystem für Steilhänge in Zug, bei dem aufwendige Gründungsarbeiten entfielen, da die autonomen Wohnetagen nach Art einer überdimensionalen Treppe auf seitlichen Betonwangen auflagen. Trickreiche Interpretation der Bauordnung ermöglichte es hierbei, auf sehr geringer Grundfläche Einzeleigentum mit vielfacher Wohnfläche zu realisieren, was einen Boom ähnlicher Projekte auslöste.
Der Künstler Walter Jonas entwickelte ab dem Jahr 1960 die städtebauliche Utopie Intrapolis – die nach innen gewendete Stadt. Hier sollten Trichterhäuser bzw. Kelchhäuser in Gruppen zu wenigstens drei Gebäuden errichtet werden und jeweils etwa 2000 Bewohner aufnehmen. Die Terrassen auf der Innenseite der Kelche waren zur Optimierung der Privatsphäre versetzt angeordnet. Es gibt nach diesem Konzept einen Entwurf für Hamburg-Lohbrügge-Nord von Ulrich Schmidt von Altenstadt, der jedoch nicht umgesetzt wurde.
Ausgehend von den in der Schweiz etablierten Hanghäusern erlebte das Terrassenhaus während der deutschen Wohnungsbauoffensive der 1960er Jahre eine kurze Blütezeit, als es 1963 zur entscheidenden Weiterentwicklung des künstlichen Hügels auf ebener Fläche kam, was die bundesweite Ausbreitung erst ermöglichte. Ideenskizzen von Walter Gropius, die Wohnberge aus dem Jahr 1928, deuteten bereits in diese Richtung.
Ein früher Akteur war das Stuttgarter Architekturbüro Faller + Schröder. In wechselnden Projektkooperationen entstanden seit 1959 zahlreiche Wettbewerbsentwürfe mit dem Ergebnis, dass 1963 in Marl begonnen wurde, das erste Wohnhügelhaus in Europa zu realisieren.
Als experimentellen sozialen Großwohnkomplex mit über 200 Wohneinheiten entwarf Albin Hennig 1967 die Girondelle in Bochum-Wiemelhausen. Der etwa 200 m lange, skulptural wirkende Baukörper hat im Zentrum eine gestaffelte Höhe von bis zu acht Geschossen. In seinem dunklen Kern liegen nicht nur Flure, sondern zum Teil auch Küchen und Bäder.
In Wien wurden mehrere Wohnanlagen in Terrassenbauweise von dem Architekten Harry Glück errichtet. Auch sein bekanntester Bau, der Wohnpark Alt-Erlaa folgt bis zum 12. Stock der Terrassenbauweise.
Eine singuläre Sonderform des Hügelhauses bildet die Autobahnüberbauung Schlangenbader Straße in Berlin-Wilmersdorf als einer der größten zusammenhängenden Wohnkomplexe Europas: im unbelichtbaren Kernbereich verläuft die Bundesautobahn 104.
Gegen Ende der 1970er Jahre kam der Bau von Terrassenhäusern fast vollständig zum Erliegen. Gründe hierfür liegen im hohen Planungsaufwand, da prinzipbedingt die Grundrissflächen nicht beliebig kopierbar sind. Durch die Ölpreiskrise stiegen die bauphysikalischen Anforderungen, was sich bei einer komplexen Gebäudehülle verstärkt auswirkte. Aufgrund wenig dauerhafter Terrassenabdichtungen traten häufig Feuchtigkeitsprobleme auf. Der Einbruch des öffentlich geförderten Wohnungsbaus tat ein Übriges, da die Projekte häufig von städtischen Wohnungsbaugesellschaften oder Baugenossenschaften finanziert wurden.

### Rezeption und Gegenwart
Im Jahr 2004 wurde im Rahmen des Stadtumbaus Ost das Rückbauprojekt Ahrensfelder Terrassen in Marzahn-Nord realisiert. Aus elfgeschossigen Plattenbauten wurden Terrassenhäuser unterschiedlicher Höhe mit maximal sechs Geschossen. Der Wohnungsbestand wurde auf ein Drittel reduziert, die Maßnahme gilt als ein Musterprojekt für verträglichen Stadtumbau.
Gestiegenes Interesse an Bauten der Spätmoderne bewirkt, dass seit etwa 2010 Terrassenhäuser gelegentlich unter Denkmalschutz gestellt werden, da die Bauform zwar zeittypisch, aber relativ selten anzutreffen ist.
Im Zuge der Diskussionen über Nachhaltigkeit und Zersiedelung findet das Terrassenhaus in neuester Zeit wieder Befürworter. Seit etwa 2020 gibt es auch einige größere Neubauprojekte, insbesondere in den Niederlanden.

## Bauten
- 1912–1913: Wohnhaus Haus Scheu in Wien (Adolf Loos)[3]
- 1912–1913: Wohnhaus in der Rue Vavin, Paris 6° (Henri Sauvage) ⊙
- 1916–1927: Mietshaus mit Schwimmbad in der Rue des Amiraux, Paris 18° (Henri Sauvage) ⊙
- 1957–1960: Terrassenhäuser in Zug (Fritz Stucky, Rudolf Meuli) ⊙[10][11]
- 1959–1960: Terrassenhaus in Zü̈rich-Witikon (Claude Paillard und Peter Leemann) ⊙[12][13]
- 1962–1963: Terrassenhäuser im Pfaffenziel in Untersiggenthal, Aargau (Robert Frei)[14]
- 1963: Ciudad Blanca in Alcúdia, Mallorca (Francisco Javier Sáenz de Oiza)[15] ⊙
- 1963–1966: Terrassenhäuser in  Camden, London (Neave Brown) ⊙[16]
- 1963–1971: Wohnhügelhäuser in Marl (Peter Faller, Roland Frey, Hermann Schröder und Claus Schmidt) ⊙[17]
- 1963–1971: Terrassensiedlung Mühlehalde in Umiken, Aargau (team 2000, Scherer, Strickler + Weber) ⊙
- 1965–1968: Hangsiedlung Oberhub in Zollikerberg, Zürich (Marti + Kast)[18] ⊙
- 1965–1966: Terrassenhaus am Lorettoberg in Freiburg (Günther Balser) ⊙,
- 1966–1971: Terrassenhaus in Bochum, Girondelle (Albin Hennig und Dieter Dietrich) ⊙[17][19][20]
- 1967–1970: Terrassenhäuser Riedsort in Weggis (Benito Davi, Felix Arnold) ⊙ [21]
- 1967–1972: Brunswick Centre in Bloomsbury (Camden), London (Patrick Hodgkinson) ⊙[22]
- 1968: Terrassensiedlung Brüggliacher in Oberrohrdorf, Aargau (Hans Ulrich Scherer)[23] ⊙
- 1968–1969: Terrassenwohnanlage für die Bauunternehmung Fritz Eichbauer in Ottobrunn (Herbert Kochta) ⊙
- 1968–1970: Hügelhaus für die Volkswagenstiftung in München-Bogenhausen (Walter Ebert)[24] ⊙
- 1968–1972: Wohnquartier Olympisches Dorf (München) (Heinle, Wischer und Partner) ⊙
- ab 1968: Ferienwohnungen in La Grande Motte (Jean Balladur) ⊙
- 1969: Terrassenhäuser in Alt-Mündelheim ⊙
- 1969–1971: Wohnanlage Tapachstrasse in Stuttgart (Peter Faller, Hermann Schröder) ⊙[25]
- 1969–1970: Demonstrativbauvorhaben Hochberg I in Ravensburg (Peter Faller, Hermann Schröder) ⊙[26]
- 1969–1972: Elf Terrassenhäuser am Teufelsberg (Jan und Rolf Rave)⊙ [27]
- 1970: Wohn- und Geschäftshaus Dr. Stoffel in Köln/Barbarossaplatz (Erwin H. Zander) ⊙
- 1970–1971: Eremitageparken in Kongens Lyngby (Juul Møller og Erik Korshagen) ⊙[28]
- 1970–1971: Steilhangterrassenhäuser am Nützenberg in Elberfeld-West (Atelier 40, Gert Herget und Partner) ⊙[29][30]
- 1970–1971: Terrassenhaus in Bremen-Schwachhausen (Kurt Schmidt und Karl-Heinz Stelling) ⊙[31]
- 1971: Terrassenhaus an der Rehwiese in Berlin-Nikolassee (Hans-Dieter Bolle)[32] ⊙
- 1971–1972: Siedlung Im Schneider in Neustadt an der Rems (Kammerer + Belz) ⊙ [33][34]
- 1971: Wohnanlage Genter Straße in München-Schwabing (Otto Steidle) ⊙
- 1971–1973: Terrassenhaus Mühlenberg (Erwin Röver, Günther Matzke, Günther L. Gerhards) ⊙[35]
- 1971–1973: Terrassenbau Davenstedt (Horst Küthe) ⊙
- 1971–1974: Hemminger Himmelsleitern in Hemmingen (Paul Stohrer und Rolf Dieter) ⊙[36]
- 1971–1974: Terrassenhaus Inzersdorfer Straße 113 in Wien (Harry Glück) ⊙
- 1971–1976: Terrassenhaus in Prag, 5° Smíchov (Josef Polák) ⊙[37]
- vor 1972: Atriumwohnpark in Kettwig/Ruhr (Erwin Berning, Architekturpreis Beton 1975) ⊙[38]
- vor 1972: Terrassenhaus in Kettwig ⊙
- 1972–1973: Fuchsbau in Schwabing-Freimann (Wilhelm Steinel) ⊙
- 1972–1975: Hügelhaus in Erftstadt-Liblar (Hans Oberemm mit Jupp Inden) ⊙[39]
- 1972–1975: Großwohnkomplexe Hannibal I und Hannibal II in Dortmund (Günther Odenwaeller und Heinz Spieß) ⊙ ⊙
- 1972–1976: Büro- und Wohnhaus Cortolezis in Graz (Werkgruppe Graz) ⊙
- 1972–1978: Terrassenhaussiedlung Graz-St.Peter (Werkgruppe Graz) ⊙[40]
- 1972: Terrassensiedlung am Lachsenbach in Eckernförde (Lassen und Paulsen) ⊙
- 1972: Terrassenhaus in Wilhelmshaven ⊙
- 1972: Terrassenhaus in Oer-Erkenschwick ⊙
- 1972: Affenfelsen in Putzbrunn[41] ⊙
- um 1972: Kirchseeoner Terrassenhaus mit 40 Wohnungen (Dietrich Thie)[42] ⊙
- 1972–1979: Whittington Estate in Camden, London (Peter Tábori, Ken Adie) ⊙
- 1973: Terrassenhaus Semiramis in Dreieich (Henry und Christa Rackow) ⊙
- 1973–1979: Wohnanlage Semiramis in Stuttgart-Degerloch (Paul Stohrer) ⊙
- 1973: Terrassenhäuser in Freiburg-Tiengen ⊙
- 1973–1974: Terrassenhaus Schnitz in Stuttgart-Neugereut (Peter Faller, Hermann Schröder und Claus Schmidt, mit Reinhold Layer) ⊙[43]
- 1973–1976: Terrassenhäuser Am Rupenhorn (Hans Wolff-Grohmann) ⊙
- 1974–1978: Pyramides du Lac in Villeneuve d'Ascq (Michel Andrault, Pierre Parat) ⊙[44]
- 1974: Terrassenhaus in Bratislava, Medená (Julián Hauskrecht, Štefan Svetko) ⊙ [45]
- 1974: Stufenhaus in Schermbeck (Hugo Rossmüller) ⊙
- 1974: Terrassenhaus Pannenhofstraße in Goch (Ernst Leenen) ⊙
- 1974: Pharao-Haus in Oberföhring (Karl Helmut Bayer) ⊙
- vor 1976: Terrassenwohnanlage Nymphenburg (Mac Kneißl)[46]
- vor 1976: Terrassenhaus Lemgo (Planen + Bauen Lemgo)[46] ⊙
- 1976–1979: Schöneberger Terrassen in Berlin-Schöneberg (Waldemar Poreike) ⊙[47][48]
- 1976–1980: Autobahnüberbauung Schlangenbader Straße in Berlin-Wilmersdorf (Georg Heinrichs, Gerhard Krebs) ⊙
- 1977: Terrassenhaus Evershagen (Peter Baumbach) ⊙ [49]
- 1978: Ensemble Le Liégat mit 146 Sozialwohnungen auf hexagonaler Struktur in Ivry-sur-Seine (Renée Gailhoustet) ⊙[50]
- 1977–1980: Terrassenhaus Arndtstraße 21 in Wien (Harry Glück) ⊙
- 1979: Terrassenhaus In den Birken in Wuppertal (Dietmar Teich und Volker Bussmann) ⊙
- 1979–1983: Heinz-Nittel-Hof in Wien-Floridsdorf (Harry Glück) ⊙
- 1982: Terrassenhaus am Steinberg in Bergisch Gladbach (Karljosef Keppel) ⊙
- 1999: Terrassenhaus am Humboldt-Ring in Potsdam mit 38 Wohnungen (Doris und Hinrich Baller, wegen Baumängeln abrissgefährdet) ⊙[51]
- 2006–2007: Villa Vojanka in Košíře, Prag 5° (Pavel Hnilička) ⊙ [52]
- 2006–2008: Bjerget in Ørestad, Kopenhagen (Bjarke Ingels) ⊙[53]
- 2008–2012: Wohnanlage in Wien, Ödenburger Straße 19–21 (Walter Stelzhammer) ⊙
- 2012: Terrassenhaus mit 12 Wohnungen in der Villenkolonie Menterschwaige (Blaumoser Architekten)[54] ⊙
- 2013: Terrassenwohnen Elbbahnhof für die Wohnungsbaugenossenschaft Stadt Magdeburg von 1954 eG (arc architekturconzept GmbH, Lauterbach – Oheim – Schaper, Freie Architekten BDA) ⊙ [55]
- 2013–2017: Wohnhaus Klencke in Amsterdam (NL Architects) ⊙[56]
- vor 2014: Terrassenreihenhäuser in Bratislava, Slowakei ⊙
- 2014: Tivoli Garden im Tucherpark mit 30 Wohnungen (Hild und K.)[57] ⊙
- 2015–2023: Hofbebauung Landskronhof in Basel (HHF Architekten) ⊙[58]
- 2019: Atelierhaus Lobe Block in Berlin-Wedding (Arno Brandlhuber und Muck Petzet) ⊙
- 2019: Terrassenhaus in Aarhus (BIG)[59] ⊙
- 2020: Terrassenhaus Kassenberg in Mülheim an der Ruhr (Strelzig + Klump)⊙[60][61]
- 2020: Fenix I Lofts, Überbauung eines Lagergebäudes der Holland-America Line in Rotterdam (Mei Architects) ⊙[62]
- 2021: The George in Zuidas, Amsterdam (Dok architects) ⊙[63]
- 2021: Terrassenhaus in Bratislava, Na Hrebienku (Ján Pavúk) ⊙ [64]
- 2025: Terrassenhaus in Zürich (EM2N) ⊙ [65]
- 2025: Holzterrassenhaus Sawa am Rotterdamer Hafen (Mei Architects) ⊙[66]